# Powiat de Stargard
Le powiat de Stargard Szczeciński (en polonais : powiat stargardzki) est un powiat appartenant à la voïvodie de Poméranie occidentale dans le nord-ouest de la Pologne.

## Division administrative

Carte du powiat

Le powiat de Stargard Szczeciński comprend 10 communes :
- 1 commune urbaine : Stargard ;
- 4 communes mixtes : Chociwel, Dobrzany, Ińsko et Suchań ;
- 5 communes rurales : Dolice, Kobylanka, Marianowo, Stara Dąbrowa et Stargard Szczeciński.